# Caso dei diavoli di Loudun
Il caso dei diavoli di Loudun fu una presunta possessione demoniaca di massa avvenuta a Loudun, in Francia, nel 1634. I fatti rimasero nell'immaginario collettivo e hanno ispirato lungometraggi cinematografici oltre a opere teatrali, musicali e di narrativa. La storia coinvolse padre Urbain Grandier e le suore Orsoline di Loudun. Il prete venne accusato di avere stretto un patto col diavolo per possedere le suore del convento.

## Storia

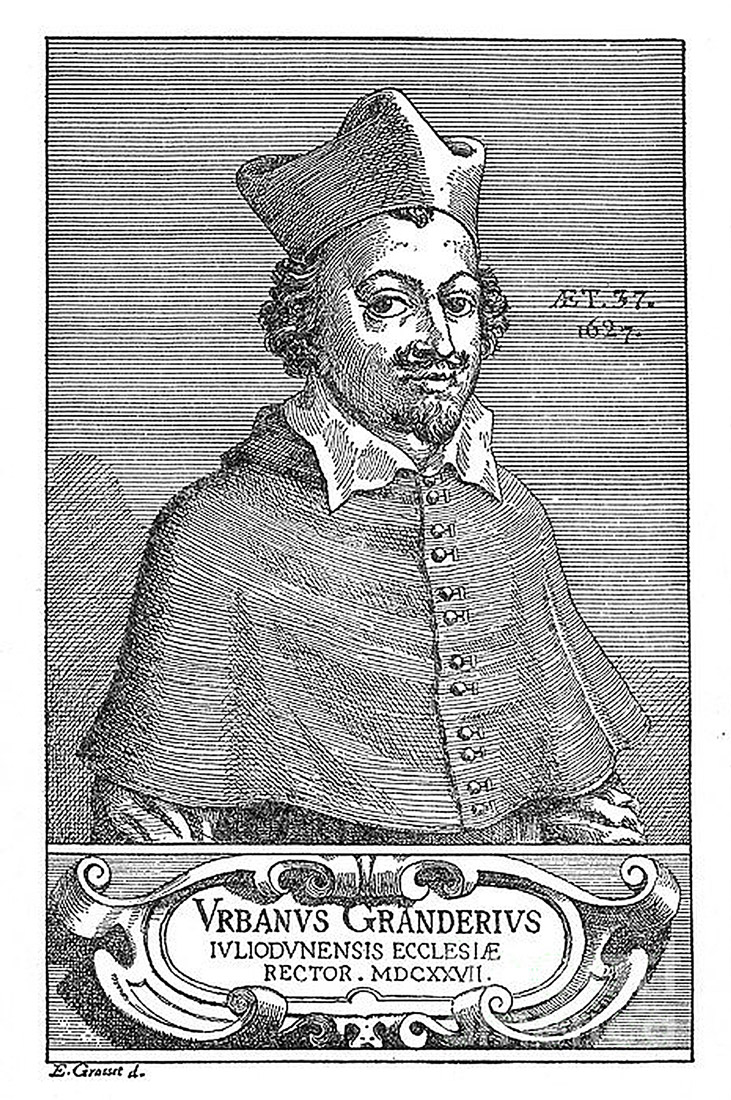
Urbain Grandier

Urbain Grandier è un curato a Loudun dal 1617 dove sedusse varie fanciulle del paese. Nel 1630, la sua condotta non canonica non era ancora cessata e contro di lui venne sporta una querela inviata al vescovo di Poitiers, Monsignor de la Rocheposay; Grandier venne arrestato, condannato alla penitenza e espulso per sempre da Loudun; tuttavia riuscì a far annullare questa condanna dall'arcivescovo di Bordeaux, Henri de Soublis.
Durante il regno di Luigi XIII, nel 1631 il cardinale Richelieu, al fine di contrastare e sconfiggere definitivamente le velleità indipendentiste delle città di provincia, ordinò la demolizione delle fortificazioni di alcune di esse. A Loudun però, il barone De Laubardemont, incaricato di eseguire l'ordine del cardinale, trovò l'opposizione di un prete, Urbain Grandier, il quale conduceva però una vita privata libertina. La fama di Grandier aveva anche richiamato l'interesse di Jeanne des Anges, suora superiora delle Orsoline che, col fine di intessere una relazione con lui, arrivò a offrirgli il posto di direttore spirituale nel suo convento di clausura. Il rifiuto da parte di Grandier, causò nella madre superiora uno stato isterico che in breve contagiò anche le altre suore. Il canonico Mignon, venuto a conoscenza degli strani comportamenti delle monache, decise di sfruttare la situazione per colpire Grandier, definendola come originata da una ossessione diabolica causata dal prete e incaricando degli esorcismi un prete fanatico, padre Barre. La madre superiora stessa accusò il sacerdote di averla posseduta tramite il diavolo. Grandier venne accusato di essere la causa delle possessioni delle suore che, dopo la superiora, lamentavano gli stessi suoi sintomi, indicando tutte Grandier come colpevole insieme a Satana. Dopo alcuni esorcismi lo spirito che possedeva la madre superiora si rivelò essere Astaroth, uno dei demoni più vicini a Satana, che era entrato in lei il giorno in cui Grandier le offrì delle rose. In seguito entrarono in lei anche altri sette demoni in quanto l'abate era solito visitare il convento di notte, "attraversando i muri". 
Vennero chiamati alcuni esorcisti, ma senza esito. Grandier venne interrogato e processato da un tribunale ecclesiastico, ma le accuse caddero per mancanza di prove e nel 1632, dopo numerosi esorcismi senza fine, il vescovo di Bordeaux intervenne per far cessare le numerose voci che nel tempo si erano diffuse ordinando la sospensione dei rituali esorcistici. 

Grandier decise allora di attaccare Richelieu, che a sua volta lo accusò nuovamente di stregoneria mandandolo nuovamente a processo. 

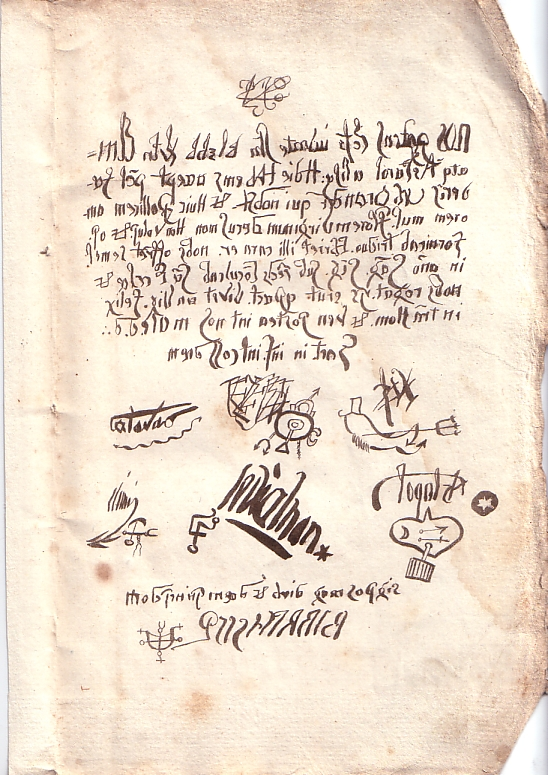
Seconda parte del "patto col diavolo" firmato da Urbain Grandier. Oltre a quella del diavolo, compaiono anche le firme di Satana, Leviatano, Astarot e un certo numero di altri demoni.

Grandier venne arrestato nel 1634 mentre nel frattempo le suore si dicevano possedute e continuavano a ripetere il suo nome. Il prete si propose di effettuare egli stesso gli esorcismi e, nella Chiesa di Saint-Croiz, gli furono presentate le possedute che, al suo cospetto, iniziarono a urlare in preda alla collera, rotolandosi per terra, gettandosi su di lui, graffiandolo e mordendolo. Questo fu sufficiente a segnare la sorte del prete.
Satana stesso "testimoniò" al processo per bocca di una suora, Giovanna, che raccontò di aver fatto un patto con Urbain Grandier che avrebbe ottenuto fama e il potere di schiavizzare sessualmente le donne in cambio della sua anima. La prova di questo patto divenne evidente quando vennero ritrovati diversi documenti nei quali comparivano le "firme" di demoni come Asmodeo e Léviathan oltre a quelle del prete.
Grandier venne torturato e condannato al rogo, dove morì il 18 agosto 1634, senza mai confessare colpe non commesse.
Nonostante la morte di Grandier, la possessione di cui Des Anges si diceva vittima non accennò a placarsi; Surin, un gesuita, ritenne che la possessione fosse nata dentro di lei, per proprie colpe, e non fosse quindi causata dall'esterno. Surin la guidò in un percorso che condurrà la religiosa alla liberazione dalla possessione. La superiora Jeanne Des Anges una volta "liberata" dal demonio scrisse un memoriale degli avvenimenti, "Il libro delle mie possessioni".

## Influenza culturale
Narrativa
- I diavoli di Loudun (The Devils of Loudun), di Aldous Huxley (1952)
- La possession de Loudun di Michel de Certeau (1970); riedito nel 2005 per le edizioni Gallimard nella collana Folio Histoire
- Sogni di rose e di fuoco (Drömmar om rosor och eld) di Eyvind Johnson, (1949)[8]

Fumetti
- Loudun di Paolo Armitano, Davide Furnò e Hervè Rusign (2008, Editore Soleil)

Cinema
- Madre Giovanna degli Angeli (Matka Joanna od Aniolów) (1961), di Jerzy Kawalerowicz[9]
- I diavoli (The Devils) (1971), di Ken Russell[10]
- Les mystères de Loudun (1976), di Gérard Vergez - Film TV

Teatro
- I diavoli (The Devils) di John Whiting (1961)

Musica
- I diavoli di Loudun di Krzysztof Penderecki (1970)[11][12]
- Grandier’s funeral pyre degli Elvenking
- The eye King Diamond (1990)